# ブッシュ (DD-529)
ブッシュ (USS Bush, DD-529) は、アメリカ海軍の駆逐艦。フレッチャー級駆逐艦の一隻。艦名は米英戦争で戦死したウィリアム・シャープ・ブッシュ中尉（1786年 - 1812年8月19日）に因む。

## 艦歴
「ブッシュ」は1942年2月12日にカリフォルニア州サンフランシスコのベスレヘム・スチール社で起工した。1942年10月27日にマリオン・ジャクソン（ブッシュ中尉の玄姪孫）によって命名・進水し、1943年5月10日に艦長W・F・ピーターソン中佐の指揮下就役した。
1943年7月29日から11月27日まで「ブッシュ」はアラスカ海域で偵察および護衛任務に従事する。1943年12月4日に真珠湾に到着し、エリス諸島、ニューギニア、フィリピン、沖縄など太平洋の至る所で偵察、護衛および火力支援任務に当たった。ビスマルク諸島ではグロスター岬の戦いやニューブリテン島上陸、1943年12月26日から1944年3月31日までのアドミラルティ諸島侵攻、1月18日から21日までのニューギニアのセイダー攻撃、9月15日のモロタイ島上陸、10月20日から24日のレイテ島上陸、ルソン島では1944年12月12日から18日のミンドロ島上陸、1945年1月4日から18日のリンガエン湾上陸、2月19日から3月9日の硫黄島の戦い、4月1日から6日の沖縄戦など様々な戦闘に参加している。
1944年11月1日、レイテ湾での作戦活動中「ブッシュ」は10機の日本軍機のうち2機を撃墜した。多数の破片を浴び、乗組員2名が負傷した。
1945年4月の沖縄戦ではレーダーピケット任務に当たり、6日には特攻機3機の攻撃を受けたものの、少なくとも1機を撃墜した。15:15に最初の敵機が1番煙突と2番煙突の間の右舷上甲板に突入し、機関室前方で搭載爆弾および魚雷が爆発した。「ブッシュ」は大きく損傷したが、危険な状態にあるとは見なされず、曳航の要請が行われた。その後も特攻機の攻撃は続き、損傷が拡大したため自沈処理を行わなければならなくなり、駆逐艦「コルホーン (USS Colhoun, DD-801) 」が支援のために接近した。
17時25分、別の特攻機が「ブッシュ」の左舷上甲板、煙突の間に突入し、船体を切断するほどの爆発が生じた。同45分、3機目が左舷上甲板に突入する。艦の弾薬の一部が誘爆し、艦中央部が破壊されたが、艦の前後部分で救助が行われた。激しいうねりが艦体を振動させ、「ブッシュ」は中央部から沈没し始めた。うねりは続き、艦の放棄が命じられた。沈没までに227名が救助され、87名は艦と共に失われた。
「ブッシュ」は第二次世界大戦の戦功で7個の従軍星章を受章した。